# 毕夫柔斯特大学
毕夫柔斯特大学是冰岛唯一所坐落于村庄的大学。成立于1918年8月，冰岛毕夫柔斯特大学坐落于冰岛西部区，在博尔加内斯小镇以北30公里。截止2007年，大学拥有大约560在校学生，其中包括预科生，本科，硕士，以及700位修读本科及硕士的非在校学生。学校提供法律和社会科学两个学位。除此以外，围绕着毕夫柔斯特的小村庄也随之毕夫柔斯特大学而发展起来。

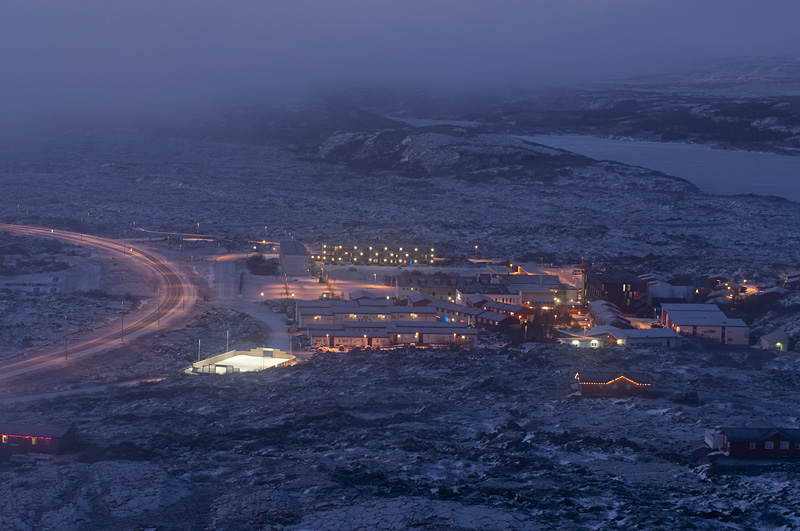
冰岛毕夫柔斯特大学从Grábrók火山观看的景色

## 历史
1918年，联合学院(Samvinnuskólinn)在雷克雅未克成立，奠定了冰岛毕夫柔斯特大学的前身。学院是由冰岛联合运动(Samband íslenskra samvinnufélaga) 所发起，当时是学院的主要目的是提供联合商铺员工和其他会员培训。
1955年夏季，学院迁移到冰岛西部的离Glanni瀑布及Grábrók火山口不远的Borgarfjörður地区。大学最初被划分为寄宿大学，随之教室和学生人数的增加，毕夫柔斯特大学城也慢慢成型。
1988年，联合学院改名联合大学。1998年，Hvalfjarðargöng 隧道的建立给住在Borgarfjörður地区的居民造成了重大影响，缩短毕夫柔斯特到首都雷克雅未克的车程至一个半小时。大学也随之冰岛教育需求量的增加，扩大规模，举办更多高等教育课程。2000年，大学改名为毕夫柔斯特商学院，并在2003年开办硕士项目。2006年，大学正式改名为毕夫柔斯特大学。

## 校园
近年来，随着学生人数的增加，大学目前收纳更多的非在校学生，许多学生与他们的家庭都居住在毕夫柔斯特的大学城里。目前，校园拥有超市，咖啡厅，酒吧，健身房，桑拿室，篮球场，足球场等设施。

## 交通
毕夫柔斯特大学距离临近的博尔加内斯小镇大概20分钟车程，距离首都雷克雅未克一个半小时车程。每天(除礼拜六)都有两趟巴士57从首都巴士站Mjódd，路经博尔加内斯到达大学，分别为早上10：54分及晚上7点24分到达学校。车程为2个小时14分钟。除此之外，每天(除礼拜六)也有两趟巴士57从毕夫柔斯特大学往北到达北部最大城市阿克雷里，车程为4小时43分钟。